# Euclea lancea
Euclea lancea är en tvåhjärtbladig växtart som beskrevs av Carl Peter Thunberg. Euclea lancea ingår i släktet Euclea och familjen Ebenaceae. Inga underarter finns listade i Catalogue of Life.